# 八幡浜・大洲圏
八幡浜・大洲圏（やわたはま・おおずけん）は、愛媛県が定めた愛媛県八幡浜市と大洲市を中心とする中心圏域区分。その他に西予市、喜多郡内子町、西宇和郡伊方町を範囲とする。

## 都市圏

### 「10% 都市圏（通勤圏）」
金本良嗣・徳岡一幸によって提案された都市圏。細かい定義等は都市雇用圏に則する。一般的な都市圏の定義については都市圏を参照のこと。
都市雇用圏（10% 通勤圏、中心都市DID人口が1万人以上）の変遷
- 10% 通勤圏に入っていない自治体は、各統計年の欄で灰色かつ「-」で示す。

| 自治体 ('80) | 1980年                  | 1990年                  | 1995年                  | 2000年                  | 2005年                  | 2010年                  | 自治体 （現在） |
| ------------ | ----------------------- | ----------------------- | ----------------------- | ----------------------- | ----------------------- | ----------------------- | --------------- |
| 伊方町       | -                       | -                       | -                       | -                       | 八幡浜 都市圏 5万3359人 | 八幡浜 都市圏 4万9252人 | 伊方町          |
| 瀬戸町       | -                       | -                       | -                       | -                       | 八幡浜 都市圏 5万3359人 | 八幡浜 都市圏 4万9252人 | 伊方町          |
| 三崎町       | -                       | -                       | -                       | -                       | 八幡浜 都市圏 5万3359人 | 八幡浜 都市圏 4万9252人 | 伊方町          |
| 八幡浜市     | 八幡浜 都市圏 5万5745人 | 八幡浜 都市圏 5万0267人 | 八幡浜 都市圏 5万6948人 | 八幡浜 都市圏 5万3247人 | 八幡浜 都市圏 5万3359人 | 八幡浜 都市圏 4万9252人 | 八幡浜市        |
| 保内町       | 八幡浜 都市圏 5万5745人 | 八幡浜 都市圏 5万0267人 | 八幡浜 都市圏 5万6948人 | 八幡浜 都市圏 5万3247人 | 八幡浜 都市圏 5万3359人 | 八幡浜 都市圏 4万9252人 | 八幡浜市        |
| 三瓶町       | -                       | -                       | 八幡浜 都市圏 5万6948人 | 八幡浜 都市圏 5万3247人 | -                       | -                       | 西予市          |
| 明浜町       | -                       | -                       | -                       | -                       | -                       | -                       | 西予市          |
| 宇和町       | -                       | -                       | -                       | -                       | -                       | -                       | 西予市          |
| 野村町       | -                       | -                       | -                       | -                       | -                       | -                       | 西予市          |
| 城川町       | -                       | -                       | -                       | -                       | -                       | -                       | 西予市          |
| 河辺村       | -                       | -                       | -                       | -                       | -                       | -                       | 大洲市          |
| 大洲市       | 大洲 都市圏 3万8716人   | 大洲 都市圏 6万0196人   | -                       | -                       | -                       | -                       | 大洲市          |
| 長浜町       | -                       | 大洲 都市圏 6万0196人   | -                       | -                       | -                       | -                       | 大洲市          |
| 肱川町       | -                       | 大洲 都市圏 6万0196人   | -                       | -                       | -                       | -                       | 大洲市          |
| 五十崎町     | -                       | 大洲 都市圏 6万0196人   | -                       | -                       | -                       | -                       | 内子町          |
| 内子町       | -                       | -                       | -                       | -                       | -                       | -                       | 内子町          |
| 小田町       | -                       | -                       | -                       | -                       | -                       | -                       | 内子町          |

- 2004年4月1日：東宇和郡（宇和町・野村町・明浜町・城川町）＋西宇和郡三瓶町=西予市（新設）
- 2005年1月1日：喜多郡（内子町・五十崎町）＋上浮穴郡小田町=喜多郡内子町（新設）
- 2005年1月11日：大洲市＋喜多郡（長浜町・肱川町・河辺村）=大洲市（新設）
- 2005年3月28日：八幡浜市＋西宇和郡保内町=八幡浜市（新設）
- 2005年4月1日：西宇和郡（伊方町・瀬戸町・三崎町）=西宇和郡伊方町（新設）